# Grevskapet Apulien och Kalabrien
Grevskapet Apulien och Kalabrien var en historisk italiensk monarki i södra Italien mellan 1043 och 1130. Det utkristalliserades ur Bysantinska riket, furstendömet Salerno, hertigdömet Benevento och emiratet Sicilien, och delades i furstendömet Taranto och kungariket Sicilien.